# 20347 Wunderlich
20347 Wunderlich è un asteroide della fascia principale. Scoperto nel 1998, presenta un'orbita caratterizzata da un semiasse maggiore pari a 2,7319678 UA e da un'eccentricità di 0,0888294, inclinata di 5,78203° rispetto all'eclittica.